# جدة موسى
جدة موسى، (بالإنجليزية: Grandma Moses)، هي آنا ماري روبرتسون موسى (7 سبتمبر 1860 –13 ديسمبر 1961). في شبابها كانت تعمل مع زوجها في الفلاحة، وكان من أمنياتها أن تكون رسامه مشهورة، وعندما أصبحت في 82 من عمرها قام أحد المخرجين السينمائيين باكتشاف لوحة من لوحاتها المرسومه معلقه في جدار كوخها، فأعجب بها وبطريقة رسمها الغاية في الجمال، وقام بعرضها في مزاد بمدينة نيويورك وباعها بـ 150,000 دولار, ومن هنا بدأت شهرة الجدة موسى، وحاليا تتواجد لوحاتها في متحف اللوفر بـ باريس وببلازا في نيويورك .
وتعتبر مثالا رائعاً في مواصلة النجاح وتحقيق الأحلام .

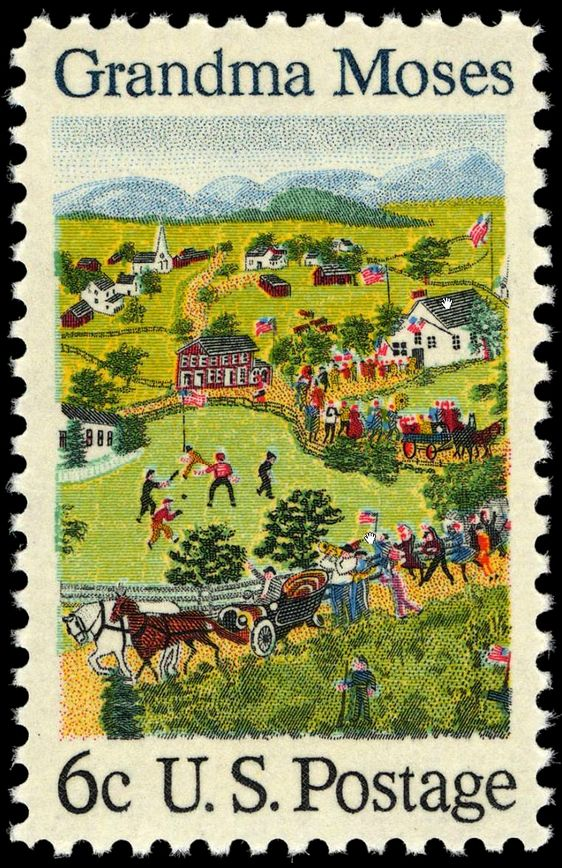
1969 طابع بريدي للولايات المتحدة تكريم لجدة موسى

## روابط خارجية
- جدة موسى على موقع IMDb (الإنجليزية)
- جدة موسى على موقع الموسوعة البريطانية (الإنجليزية)
- جدة موسى على موقع مونزينجر (الألمانية)
- جدة موسى على موقع إن إن دي بي (الإنجليزية)